# Marxisme-leninisme

Marx, Engels en Lenin, de drie vaders van het marxisme-leninisme

Het marxisme-leninisme is een communistische ideologie die officieel gebaseerd is op de theorieën van het marxisme en leninisme zoals Jozef Stalin en diens aanhangers het interpreteerden. Het marxisme-leninisme promoot de ontwikkeling en de creatie van een internationale communistische samenleving door de leiding van een voorhoedepartij over een revolutionaire socialistische staat, de dictatuur van het proletariaat. Het steunt de oprichting van een eenpartijstelsel. Het verwerpt politiek pluralisme buiten het communisme, bewerend dat het proletariaat een enkele, capabele partij nodig heeft om het te vertegenwoordigen en politiek leiderschap uit te oefenen. Door het beleid van democratisch centralisme is de communistische partij het hoogste politieke orgaan van de marxistisch-leninistische staat. Het was Jozef Stalin die na zijn overwinning op Leon Trotski de staatsideologie van de Sovjet-Unie marxistisch-leninistisch noemde. In de tijd van Lenin (1917-1924) werd niet gesproken over marxisme-leninisme.
Marxisme-leninisme is een autoritaire, economisch linkse ideologie. Het is gebaseerd op de principes van klassenconflict, egalitarisme, dialectisch materialisme en rationalisme, maar ook op sociale vooruitgang. Het is anti-bourgeoisie, anti-kapitalistisch, anti-conservatief, anti-fascistisch, anti-imperialistisch, anti-liberaal en anti-reactionair, verzet zich tegen de burgerlijke democratie en pleit voor een vorm participatieve democratie in de vorm van arbeidersraden. In de praktijk krijgen echter meestal de leden van de heersende communistische partij het alleenrecht binnen deze raden die meestal slechts als instrument dienen van de door deze partij bestuurd socialistische staat.
In de filosofie van het marxisme-leninisme wordt het privé-eigendom van de productiemiddelen gezien als oorzaak van maatschappelijke tegenstellingen en dienen staat en recht alleen de belangen van de eigenaren van de productiemiddelen.
De marxistisch-leninistische staat maakt gebruik van een centraal geleide bureaucratische planeconomie. Hij is voorstander van publiek eigendom van de economie en voorstander van de verbeurdverklaring van bijna heel het privé-eigendom dat publiek eigendom wordt dat beheerd wordt door de staat, terwijl een minuscuul deel van het privé-eigendom mag blijven. Het vervangt de rol van een markt in de kapitalistische economie met een gecentraliseerd staatsbeheer van de economie die bekendstaat als een centraal geleide economie. Er is hier geen sprake van een economische democratie of participatie-economie.
Overigens is het marxisme-leninisme internationalistisch van karakter, wat ooit concreet gestalte kreeg in de 'Comintern', die in de realiteit door het 'Uitvoerend Comité', dat wil zeggen Russische partij-ideologen werd gestuurd. Zelfs al is het marxisme-leninisme op theoretisch vlak internationalistisch, in de voormalige Oostbloklanden en de Sovjet-Unie heerste toch vooral een nationalistisch beleid. Vooral in het Bulgarije van Todor Zjivkov en het Roemenië van Nicolae Ceaușescu heerste een vorm van nationalistisch stalinisme.

## Enkele marxistisch-leninistische literatuur
- Wat te doen?, 1902, Vladimir Lenin

- Het imperialisme: als hoogste stadium van het kapitalisme, 1916, Vladimir Lenin
- Staat en revolutie, 1917, Vladimir Lenin
- De linkse stroming, een kinderziekte van het communisme, 1920, Vladimir Lenin
- Grondslagen van het leninisme, 1924, Jozef Stalin